# Nebo (berg)
Jabal Nabā eller Nebo är ett berg i höglandet Abarim i Jordanien.  Det ligger i Huvudstadsprovinsen, 30 km sydväst om huvudstaden Amman. Toppen på Jabal Nabā är 710 meter över havet.

## Geografi
Terrängen runt Jabal Nabā är kuperad åt nordväst, men åt sydost är den platt. Runt Jabal Nabā är det ganska tätbefolkat, med 248 invånare per kvadratkilometer. Närmaste större samhälle är Madaba, 8,7 km sydost om Jabal Nabā. Trakten runt Jabal Nabā är ofruktbar med lite eller ingen växtlighet.

## Historik
Berget Nebo omtalas i 5:e Mosebok och sägs där vara det berg från vilket Moses fick se Kanaans land och där han dog.